# Aziz (Médéa)
Aziz (în arabă عزيز) este o comună din provincia Médéa, Algeria.
Populația comunei este de  locuitori (2012).